# Cebrennus logunovi
Cebrennus logunovi är en spindelart som beskrevs av Jäger 2000. Cebrennus logunovi ingår i släktet Cebrennus och familjen jättekrabbspindlar.
Artens utbredningsområde är Turkmenistan. Inga underarter finns listade i Catalogue of Life.